# Kyjevská společnost amatérských fotografů Daguerre

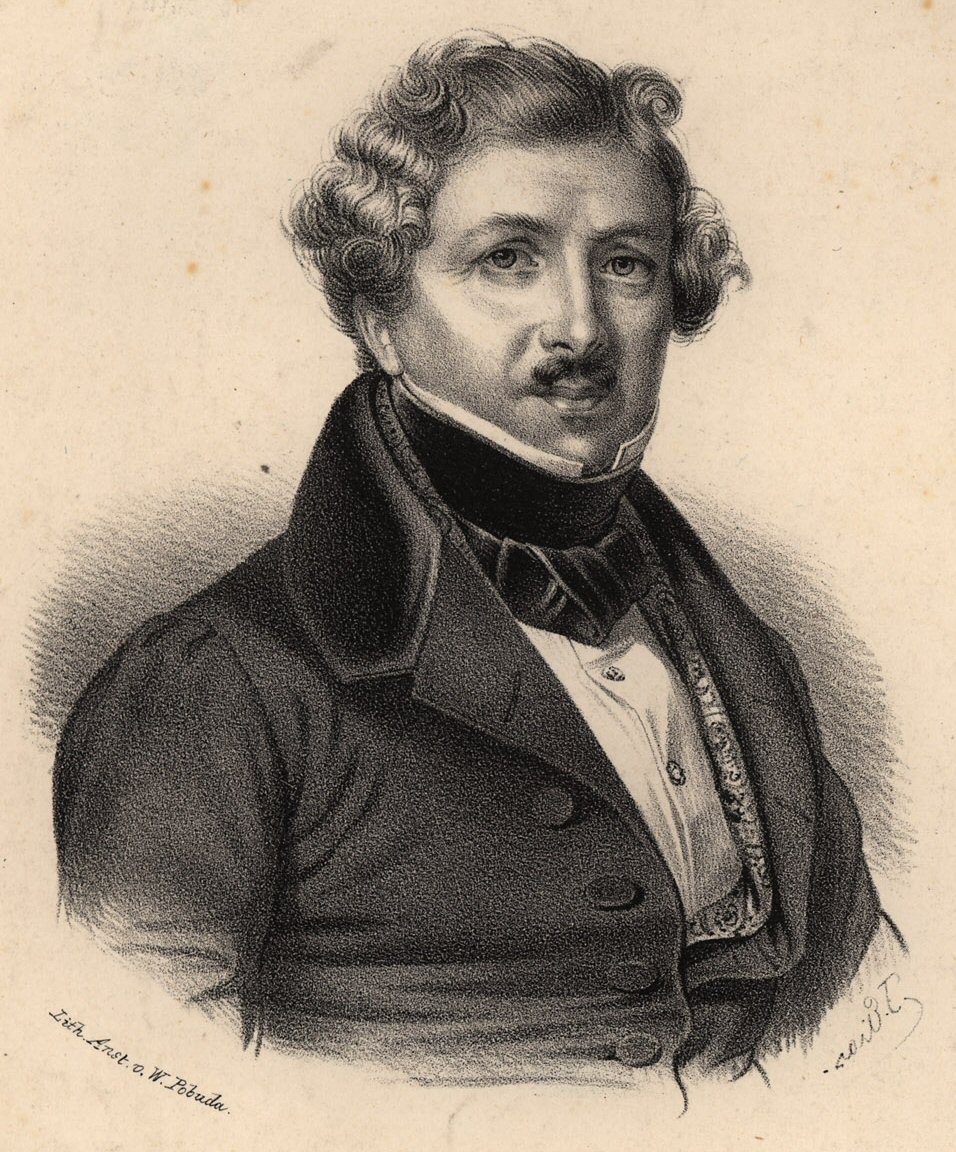
Louis Daguerre, francouzský průkopník fotografie

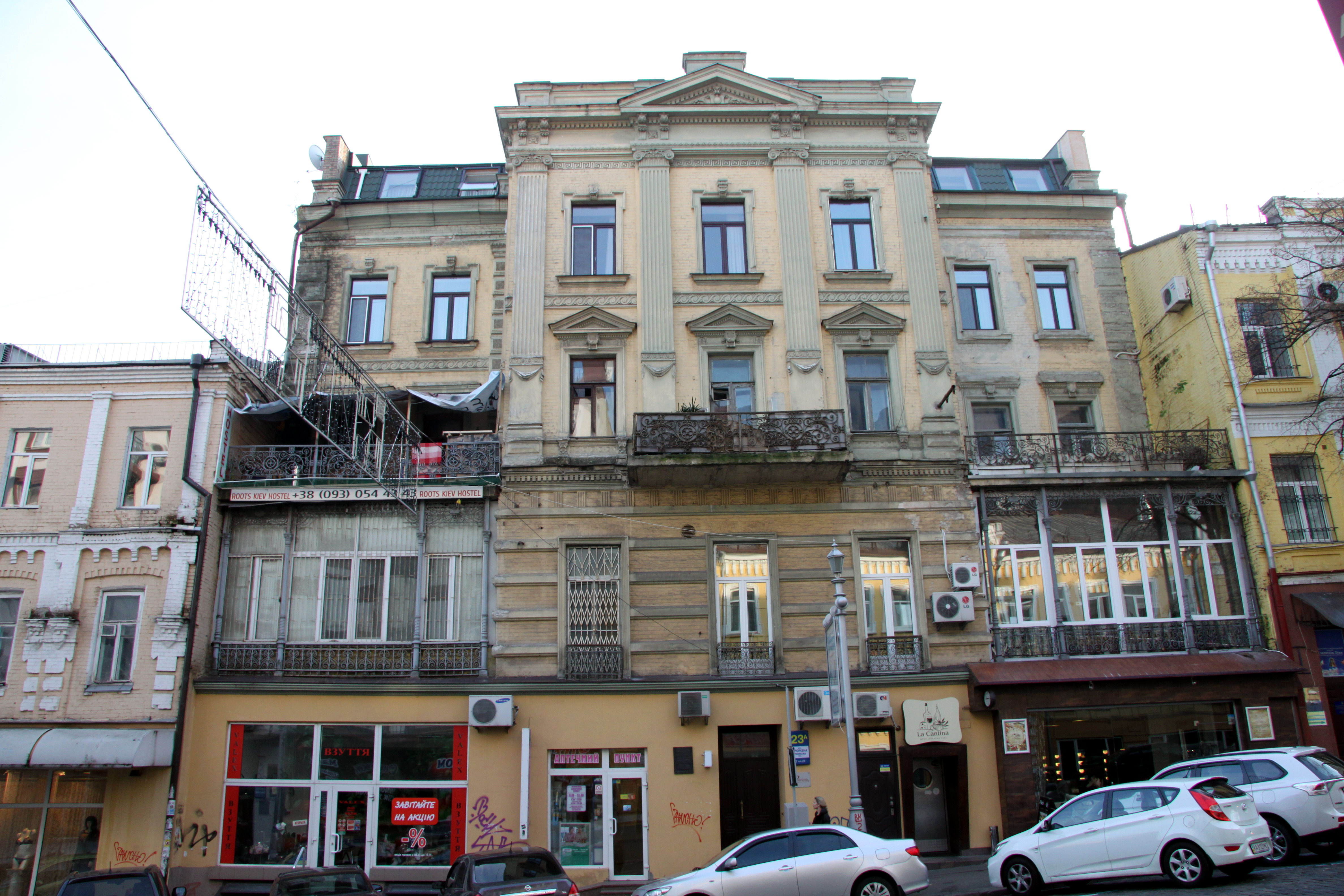
Kyjevská asociace amatérských fotografů Daguerre na ulici Prorizna 23

Kyjevská společnost amatérských fotografů Daguerre (1901–1917) byla společnost pro podporu rozvoje teorie a praxe fotografie, přispěla k rozvoji a šíření umělecké, technické a vědecké fotografie.

## Historie společnosti
Dne 30. listopadu 1901 společnost sjednotila fotografy Kyjeva a Kyjevské provincie. Na jeho aktivitách se podíleli slavní fotografové, vědci, umělci, včetně takových jako byli: Mykola Biljašivskyj, Vladyslav Galimskyj, Volodymyr Gudšon, Georgy De-Metc, Vasyl Kulženko, Volodymyr Menk, Volodymyr Orlovskyj, Mykola Pymonenko a další. Společnost obdržela od celosvětově nejstaršího Pařížského fotografického klubu bustu Louise Daguerra. Prezident Pařížského klubu Maurice Buquet byl zvolen čestným členem Kyjevské společnosti. Inženýr Mykola Oleksandrovyč Ščukin byl zvolen prvním předsedou představenstva společnosti a tajemníkem — Mykola Iljič Bobir.
Za účelem rozvoje fotografického obchodu členové společnosti podnikali expedice, při kterých fotografovali architektonické památky, starožitnosti, historické předměty a zaznamenávali život Ukrajinců. Díla členů společnosti byla opakovaně oceňována na mezinárodních výstavách. V lednu 1911 se v Kyjevě v budově Městské veřejné knihovny konala mezinárodní výstava fotografií k 10. výročí založení společnosti, které se zúčastnili známí fotografové Ukrajiny, Rakouska, Velké Británie, USA, Francie a dalších.
Společnost Daguerre učinila z Kyjeva jedno z center evropské fotografie. V prosinci roku 1908 proběhl 2. kongres fotografických osobností (Chreščatyk, 10), zároveň společnost uspořádala 2. mezinárodní výstavu fotografií v Kyjevě v budově Burzy (Chreščatyk, 13), která se proměnila ve skutečnou oslavu světové fotografie.. Představilo se na něm více než 500 děl vynikajících fotografů. Vítěze určila komise, ve které byli Mykola Petrov, Mykola Bobir, Oleksandr Gubčevskyj, Josef Chmelevskyj, Vasyl Kulzhenko, umělci — Mychailo Nesterov, Mykola Pymonenko, Vladyslav Galimskyj, Ivan Seleznyov, Volodymyr Menk, Mychailo Cholodovskyj, Volodymyr Orlovskyj, historik Mykola Bilyašivskyj, profesor Georgyj de Metc a další.

## Účast na výstavách
- 1905 r. Kyjev 1. mezinárodní soutěž maleb světlem DAG v Kyjevě. První cena — „zlatý žeton“ (bratři Hudšon A. L. a Hudšon V. L.)
- 1908 r. Moskva. Vyšší odměny „Grand Prix“. — Mykolovi Petrovovi a společnosti „Daguerre“ za kolektivní účast.
- 1908 r. Saratov. Zlaté medaile pro Mykolu Petrova, Oleksandra Gubčevského, stříbro a bronz — u fotografů z Katerynoslavska, Novozybkova, Kerska a Smily.
- 1909 r. Kazaň. Všechna nejvyšší ocenění, "Čestné hodnocení", diplomy 1., 2., 3. stupně členům společnosti „Daguerre“.
- 1910 r. Budapešť. Zlatá medaile pro Mykolu Petrova.
- 1912 r. Antverpy. Mezinárodní soutěž firmy L. Hevert. Hevert — medaile, diplomy a peněžní ceny — u mistrů v Kyjevě, Oděse, Charkově a Umani.

## Vedoucí společnosti
- Mychailo Oleksandrovič Ščukin (1901-1906)
- Mykola Oleksandrovič Petrov (1906-1911)
- Oleksandr Mychailovyč Gubčevskyj (1912-1917)

## Sídlo společnosti
- 1901-1906 ul. Pirogova, 5
- 1906–1911 ul. Marijinsko-Blagoviščenská, 74
- 1911–1912 ul. Prorizna, 23
- 1912–1914 ul. Chreščatyk, 52
- 1914–1917 ul. Chreščatyk, 7

## Galerie

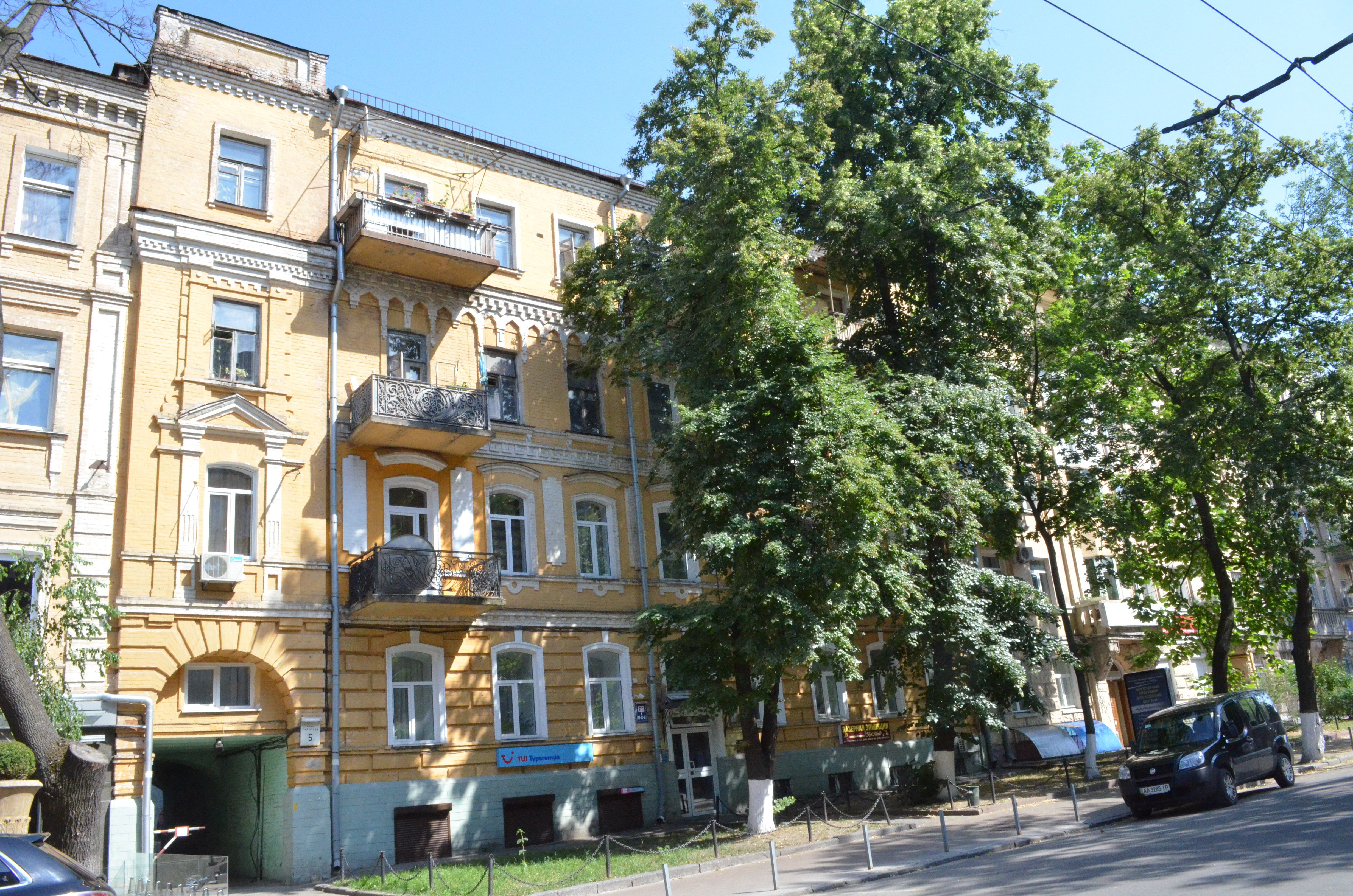
1901–1906, ul. Pirogova 5
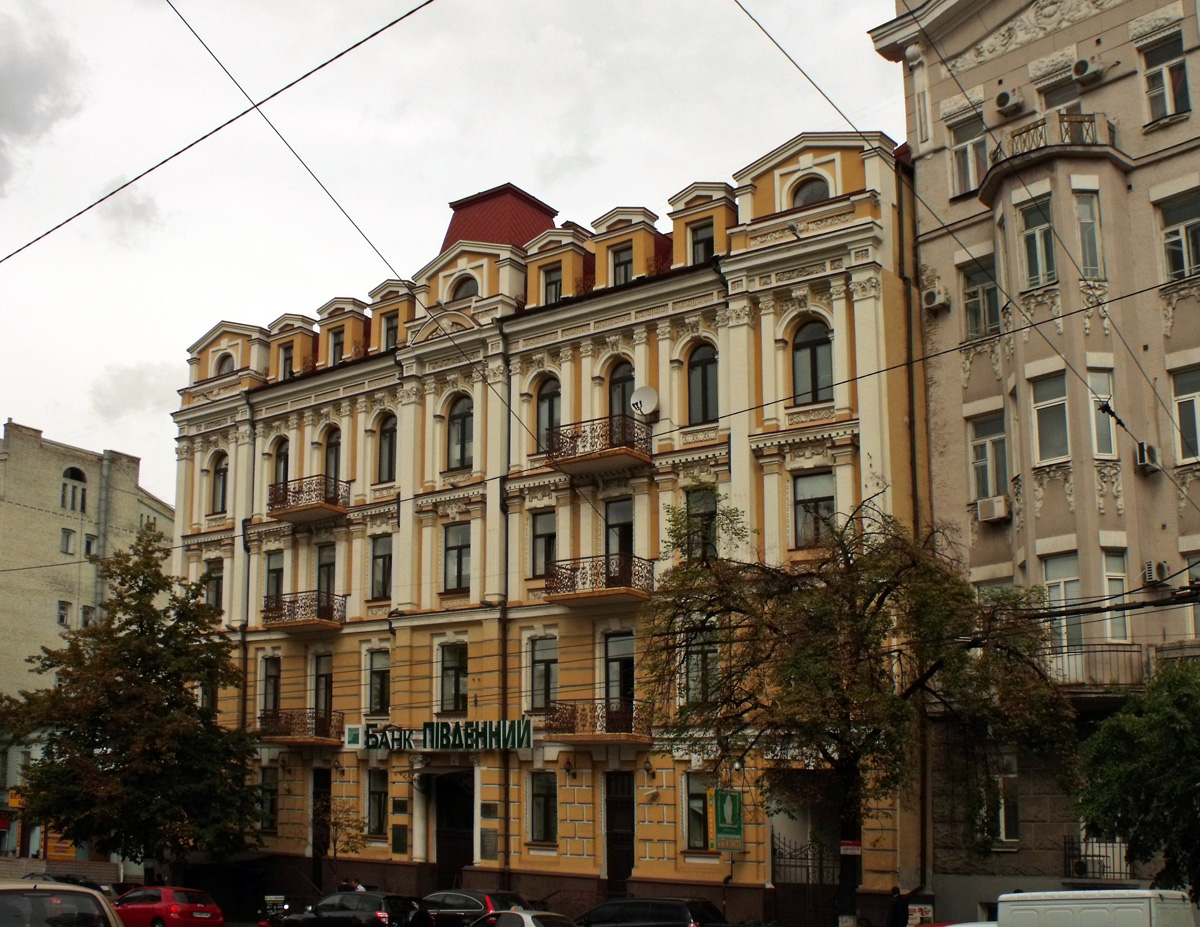
1906–1911, ul. Marijinsko-Blagoviščenská, 74
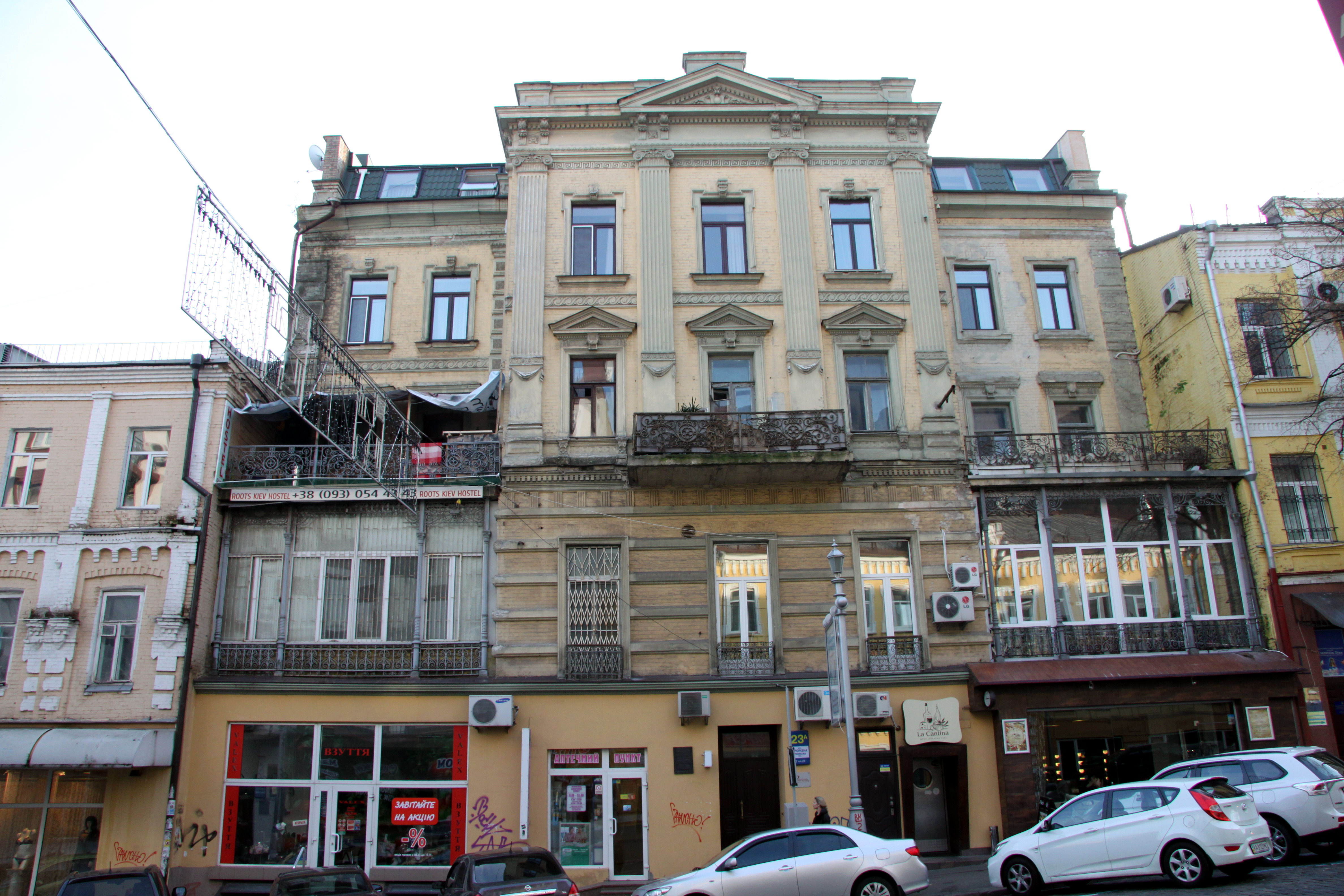
1911–1912, ul. Prorizna, 23
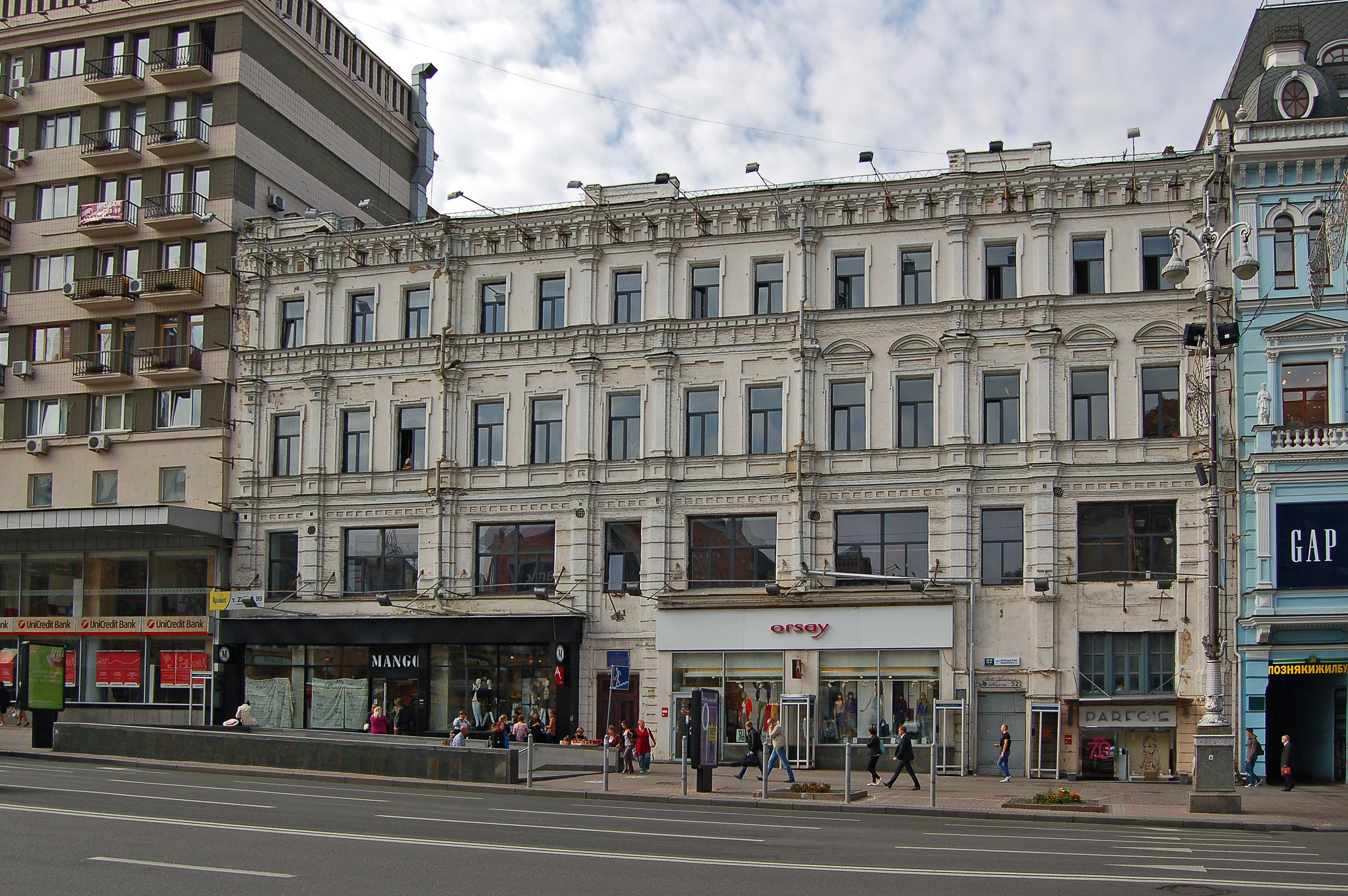
1912–1914, ul. Chreščatyk, 52